# Premier kilomètre
Le premier kilomètre est une notion caractérisant l'ensemble des agents, opérations et équipements associés et mis en œuvre dans les premiers segments de la chaîne de distribution des biens et services.

## Définition
La logistique du premier kilomètre désigne les premiers kilomètres parcourus par un produit avant sa livraison et se décompose en trois étapes :
- La collecte de l'objet
- L'emballage de l'objet
- La remise de l'objet à un transporteur

De façon plus exhaustive elle peut également comprendre :
- L’affranchissement adapté
- L’assurance
- Le suivi en temps réel de l’état de l’envoi
- La gestion des litiges transporteurs

## Enjeux
Le premier kilomètre, tout comme le dernier kilomètre, est l'un des enjeux majeurs de la logistique urbaine du futur.

### Les frictions existantes

#### Les coûts logistiques
Selon Claude Fiore, « Les coûts logistiques représentent en France de l'ordre de 5 à 6 % du chiffre d'affaires toutes catégories de produits et d'enseignes confondues. Mais ces coûts explosent en ce qui concerne le commerce électronique pour lequel ils peuvent représenter 26 % du chiffre d'affaires. Ce qui peut constituer un frein au développement des ventes sur internet des produits de grande consommation. ».
Beaucoup de commerçants, notamment e-commerçants, subissent aujourd’hui leur logistique. C’est d’autant plus vrai pour les e-commerçants de petite à moyenne taille, qui représentent 70 % du panel e-commerçant européen.

#### Les délais de préparation
Selon la FEVAD, les délais de préparation - entre la commande et l’expédition - sont sujets de friction pour les clients finaux (32 % des commandes sont préparées le jour même, 57 % le lendemain et 11 % au-delà).

### Les solutions

#### Aux États-Unis
Plusieurs entreprises répondent aux enjeux de logistique du premier kilomètre aux États-Unis, dont Shyp, Shipbob, Shipster et Wynd.it.